# Pablo Piana
Pablo Andrés Piana (Buenos Aires, 3 de enero de 1975) es un político argentino. Actualmente se desempeña como Presidente del HCD de Ituzaingó desde el 10 de diciembre de 2017

## Biografía
Realizó sus estudios en la EPB Nº10 "Alas Argentinas", partido de Ituzaingó y sus estudios secundarios en la Escuela Técnica N.º 1 "República del Paraguay" y en la Media N.º 6 "Hipólito Yrigoyen".
A los 13 años inició su actividad política en la Juventud Peronista de Ituzaingo. Casado con dos hijas, es el responsable de las obras públicas y planificación del distrito de Ituzaingó. Impulso el Sistema de Seguimiento de Recién Nacidos Prematuros de Alto Riesgo y la creación  el instituto municipal del cáncer

## Trayectoria política
- Desde el año 1995 a 1999 fue Delegado del área de Pavimentos en la Dirección de Redes en el Municipio de Ituzaingo
- Desde el 2000 al 2005 se desempeñó como Director de Acción Social del partido de Ituzaingó.
- De 2005 a 2007 fue elegido como Concejal del partido de Ituzaingó.
- Durante el mismo período fue Vicepresidente del Honorable Consejo Deliberante de Ituzaingó.
- Desde el 2007 al 2017 fue el Secretario de Infraestructura del Municipio de Ituzaingó
- Fue reelegido como concejal en 2013, 2017 y 2021. El mandato 2013-2017 no fue completado ya que se desempeñó en la cartera municipal de infraestructura
- En la actualidad es el presidente del Honorable Concejo Deliberante de Ituzaingó desde 2017

## Obras públicas
- Cuenca Sotto- Forletti
- Más de 200 cuadras de pavimento
- Ampliación del Plan Cloacal
- Saladero Chico
- Repavimentación de la Ruta 21
- Construcción del Edificio Municipal
- Construcción del Hospital de Ituzaingo
- Construcción del Jardín de infantes modelo "Juana Consejero"
- Construcción del Jardín de infantes modelo "El Hornerito"
- Circuito aeróbico Parque Leloir y Flemming
- Remodelación de las plazas públicas
- Creación del Control Ambiental Municipal (CAM)
- Reserva Natural Río Reconquista
- Centro de Desarrollo San Alberto/ San Antonio y La Torcacita